# پارک شیئوکازه
پارک شیئوکازه (به ژاپنی: 潮風公園) یکی از پارک‌های واقع در منطقهٔ شیناگاوا در توکیو پایتخت ژاپن است. این پارک به پارک ساحلی اودایبا اتصال دارد. این پارک به داشتن درختان (به انگلیسی: Callistemon) معروف است. گل این درختان به برس شباهت دارد.

## رسیدن به پارک
- خط یوریکامومه، ایستگاه اودایبا-کائیهین-کوئن U-06  از این ایستگاه پیاده تا پارک چند دقیقه راه است.

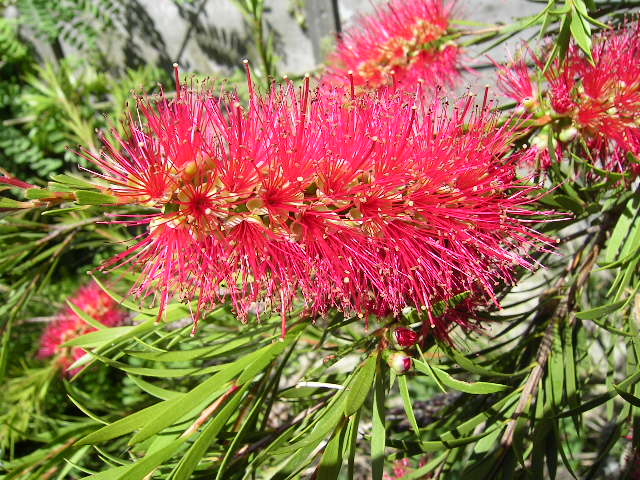
درخت Callistemon
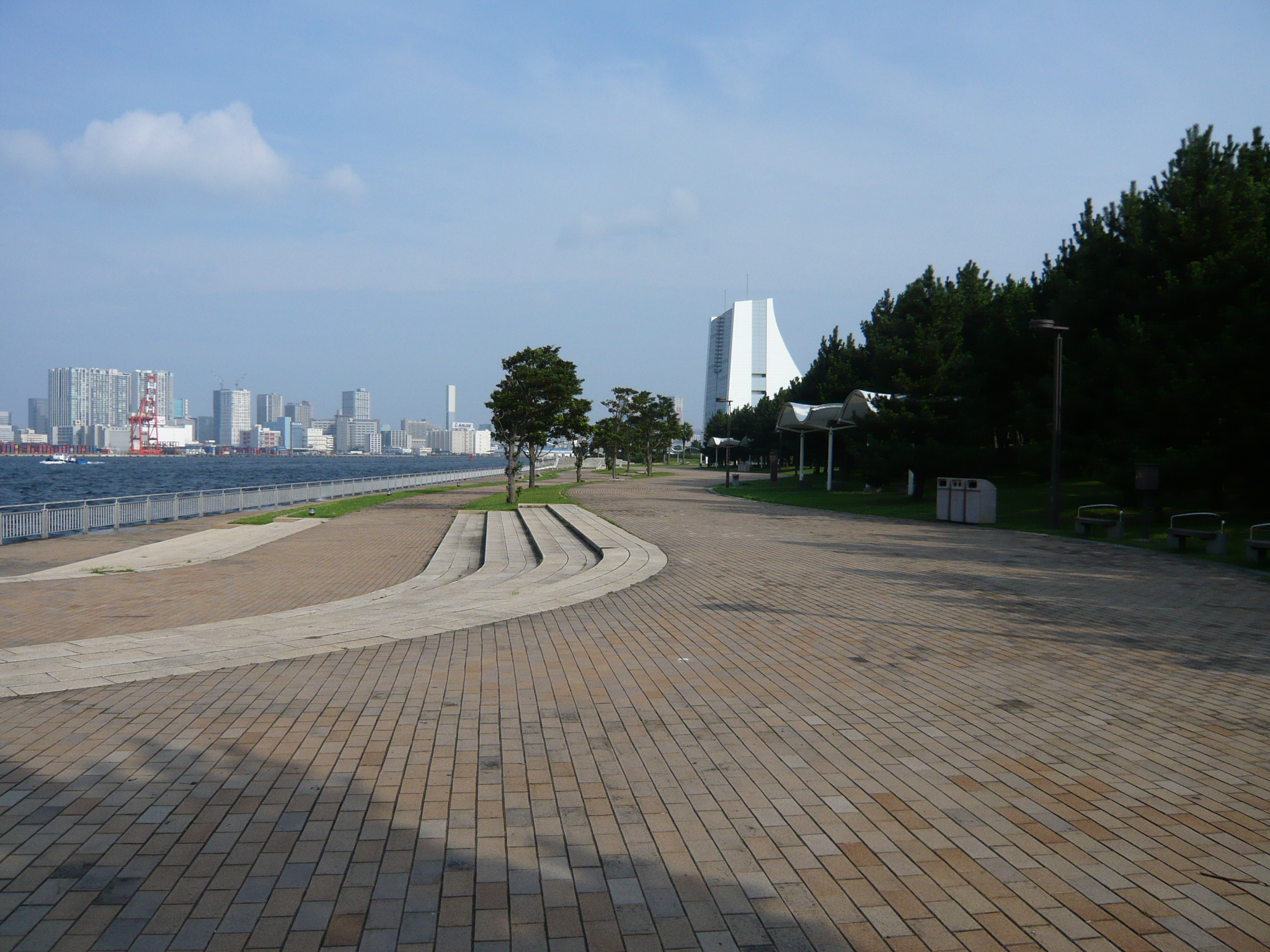
پارک شیئوکازه